# Hunkpapa

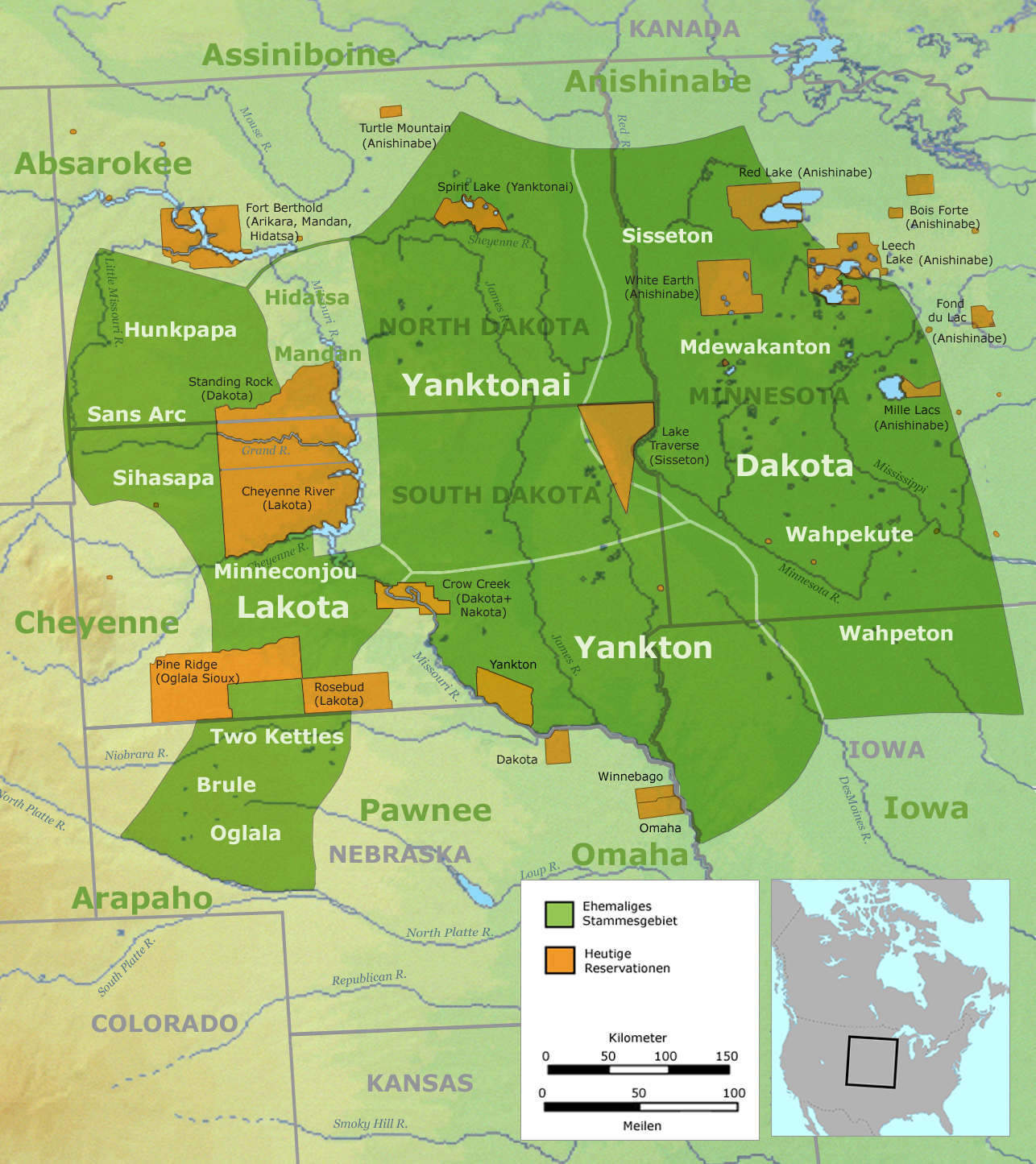
Ehemalige Stammesgebiete der Sioux-Gruppen (grün): der Lakota (inklusive der Hunkpapa), der benachbarten Nakota (Yanktonai und Yankton) sowie Dakota-Stämme und heutige Reservationen (orange)

Die Hunkpapa oder Húŋkpapȟa (früher oft auch als Honkpapa wiedergegeben) sind ein nordamerikanischer Indianerstamm und gehören zu den Lakota aus der Sioux-Sprachfamilie. Der Name Hunkpapa bezieht sich auf den Lagerkreis und bedeutet am Eingang oder am Kopfende des Kreises, weil der Stamm traditionell seinen Platz am Eingang zum Lagerkreis hatte.
Die Hunkpapa bilden einen von sieben Lakota-Stämmen, während die anderen sechs Stämme aus den Brulé, Minneconjou, Oglala, Sans Arc, Sihasapa und Two Kettles bestehen. Ihr früheres Stammesgebiet lag im nordwestlichen South Dakota, wo sie wie fast alle Indianer auf den Großen Ebenen von der Büffeljagd lebten und in Tipis wohnten. Sie waren verwandtschaftlich besonders eng mit den Sihasapa verbunden. Die Hunkpapa, Sihasapa und Sans Arc bewohnten nahezu das gleiche Gebiet, das sich im Norden bis zum Little Missouri und im Süden bis zum Cheyenne River ausdehnte.

## Gruppen oder Thiyóšpaye der Hunkpapa
Die Hunkpapa unterteilten sich in zwei Unterstämme oder Stammesgruppen, die sich wiederum aus mehreren Gruppen (Thiyóšpaye, engl. bands) zusammensetzten, die wiederum aus mehreren tiwahe (engl. Camps oder family circle) bestanden:
- Icira (‘Band that separated and went together again’)
  - Tinazipe Sica (‘Bad Bows’), bedeutende tiwahe und deren Führer: Sitting Bull, Four Horns, Black Moon.
  - Talonapin (‘Raw Meat Necklace’), Führer der bedeutendsten tiwahe: Big Prairie Chicken, Charging Thunder, Spotted Horn Bull, Crow King, Scattering Bear, Long Dog, Iron Dog, Gall.
  - Kiglaska (‘Tied in the Middle’), Führer der bedeutendsten tiwahe: No Neck, Catch the Bear.
  - Ceknake Okisela (‘Half Breechcloth’), Führer der bedeutendsten tiwahe: Little Prairie Chicken.
  - Siksicela (‘Bad Ones’), Führer der bedeutendsten tiwahe: nicht bekannt.
- Canka Ohan (‘Sore-Backs of horses’)
  - Canka Ohan, Führer der bedeutendsten tiwahe: Running Antelope, Cross Bear.
  - Ce Ohba (‘Droopy Penis’), Führer der bedeutendsten tiwahe: Little Bear, Long Soldier, Bear Ribs I and II, Bear Face, Iron Horn, Rain in the Face.
  - Wakan (‘Sacred’), Führer der bedeutendsten tiwahe: Long Horn.
  - Hunska Canto-Juha (‘Legging Tobacco Pouch’), Führer der bedeutendsten tiwahe: nicht bekannt.

Beide Stammesgruppen hatten anscheinend unterschiedliche politische Positionen gegenüber den Amerikanern entwickelt, die Icira-Stammesgruppe, die weiter westlich lebte, war gegen die Expansion der amerikanischen Frontier und übernahm später die Führung im sog. Great Sioux War von 1876 bis 1877. Die Canka Ohan-Stammesgruppe hingegen, deren Jagdgründe weiter östlich entlang des Missouri River lagen, nahm eine bedeutend friedlichere Haltung ein und ihre Thiyóšpaye siedelten als erste der Hunkpapa auf der Standing Rock Agentur. Nach 1881, als die Hunkpapa und andere Lakota unter Führung von Sitting Bull wieder aus Kanada zurückkehrten, fanden die Icira zusammen mit ihren Verwandten, der Canka Ohan-Stammesgruppe, als Hunkpapa Tribe ein dauerhaftes Zuhause auf der Standing Rock Reservation.

## Wohngebiet
Aus der Zeit, als die Lakota noch im Quellgebiet des Mississippi Rivers lebten, gibt es keinerlei Informationen über die Hunkpapa. Auch von Lewis und Clark sind keine Berichte über diesen Stamm bekannt. Es ist anzunehmen, dass die Hunkpapa noch um 1800 gemeinsam mit den Minneconjou, Sans Arc, Two Kettles und Sihasapa eine als Saone bekannte Abteilung der Lakota bildeten, die nach dem Überschreiten des Missouri zerfiel. Laut Lewis und Clark lebten die Saone 1804 an beiden Seiten des Missouri Rivers unterhalb des Beaver Creeks in North Dakota und wurden auf etwa 800 Stammesmitglieder geschätzt. Erstmals erscheint der Name als Honkpapa im Vertrag von Prairie du Chien aus dem Jahr 1825. Um 1850 befand sich das Wohngebiet der Hunkpapa am Cheyenne, Moreau, Grand und Cannonball River. General Kemble Warren stellte 1855 fest, dass sie nahe der Mündung des Moreau Rivers in den Missouri lebten und sich ihr Stammesgebiet vom Big Cheyenne bis zum Yellowstone River und bis zu den Black Hills im Westen ausdehnte. Er schätzte ihre Bevölkerung auf 2.820 Angehörige.

## Geschichte

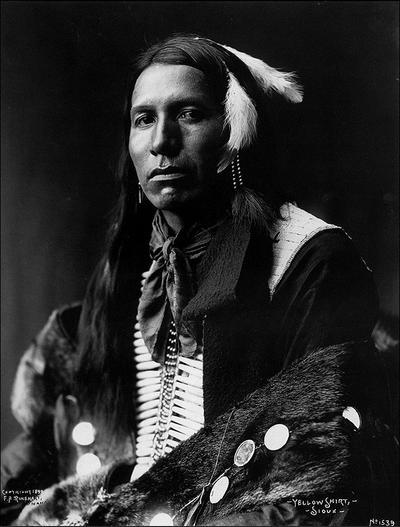
Häuptling Yellow Shirt von den Hunkpapa-Sioux (1898)

1854 schrieb der für die Sioux zuständige Indianeragent an die Regierung:

„Alle Sioux-Gruppen haben ihre Geschenke mit freundlichem Wohlwollen angenommen, außer den Minneconjou, Sihasapa und Hunkpapa. Die Minneconjou werden täglich im Fort Laramie erwartet, um ihre Jahreslieferungen entgegenzunehmen. Die Sihasapa und Hunkpapa jedoch lehnen weiterhin jede Unterstützung ab und verletzen unverändert die Bestimmungen des Vertrages. Sie bekämpfen und plündern weiße Siedler und benachbarte Stämme, töten Menschen und stehlen Pferde. Sie widersetzen sich sogar dem Großen weißen Vater in Washington und haben die Absicht erklärt, alle Weißen ausnahmslos umzubringen, die ihr Land betreten. Sie gehören zu den am meisten gefürchteten Indianern am Missouri.“

1862 brach der Sioux-Aufstand in Minnesota aus, in dessen Folge viele Dakota zu ihren Verwandten in den Westen flüchteten. Deshalb wurde Brigadegeneral Alfred Sully mit 3.000 Mann ins Dakota-Territorium geschickt, um die feindlichen Indianer zu finden und anzugreifen. Außerdem sollten Forts im Indianerland errichtet werden. Als erstes erbauten sie Fort Rice an der Mündung des Cannonball Rivers. Am 28. Juli 1864 traf Sully auf eine indianische Streitmacht von etwa 5.000 bis 6.000 Kriegern, darunter auch viele Hunkpapa, aber die meisten von ihnen waren nicht am Aufstand in Minnesota beteiligt. Die Amerikaner schossen mit Kanonen und weitreichenden Gewehren, schlugen die Sioux in die Flucht und die Schlacht am Killdeer Mountain endete mit einer totalen Niederlage der Sioux. General Sully schätzte die Verluste der Indianer auf 100 bis 150 Tote, während seine Truppen nur zwei Männer verloren. Die Tipis und sämtliche Wintervorräte der Sioux wurden vernichtet. Sullys Überfall verschlechterte die ohnehin schon gespannten Beziehungen zwischen den Stämmen in den nördlichen Plains und der Regierung der Vereinigten Staaten. Das Schlachtfeld am Killdeer Mountain ist heute eine State Historic Site (Historische Stätte des Staates von North Dakota).
Die Hunkpapa leisteten unter ihren Häuptlingen Sitting Bull und Gall der US-Armee erbitterten Widerstand. Nach der Schlacht am Little Bighorn im Jahr 1876 flohen sie nach Kanada, kehrten aber aus Nahrungsmangel bis 1881 in kleinen Gruppen ins Dakota-Territorium zurück. Nach der Ermordung von Sitting Bull im Dezember 1890 suchten etwa 100 Hunkpapa Zuflucht bei Häuptling Big Foot von den Minneconjou. Vierzehn Tage später, am 29. Dezember 1890, kam es zum Massaker von Wounded Knee, bei dem Big Foot und fast alle Hunkpapa den Tod fanden.

## Heutige Stämme und First Nations der Hunkpapa

### Stämme in den USA
Die Hunkpapa gehören heute, zusammen mit Angehörigen anderer Sioux-Stämme, folgenden zwei auf Bundesebene anerkannten Stämmen (federally recognized tribes) an:
Vereinigte Staaten – North Dakota
- Standing Rock Sioux Tribe[5] (die Standing Rock Indian Reservation mit Verwaltungssitz Fort Yates, ND, ist die nördlichste der aus der Großen Sioux-Reservation[6] hervorgegangenen Reservationen, die 1889 geschaffen wurden. Die Reservation, ca. 9.200 km² groß, liegt beiderseits der Grenze von North und South Dakota und wird südlich von der Cheyenne River Indian Reservation, im Norden vom Cannonball River und im Osten vom Lake Oahe, dem aufgestauten Missouri River, begrenzt, zudem durchfließt der Grand River den Südteil des Reservats, im Reservat befindet sich das Grab von Sitting Bull sowie eine Gedenkstätte für Sacajawea, Stammesgruppen: Nakota, Lakota, Stämme: Yanktonai: Cutheads (Pabaksa, Paksa oder Natakaksa) der Upper Yanktonai (Ihanktonwana) und Gruppen der Lower Yanktonai (Hunkpatina), leben meist im North Dakota-Teil des Reservats. Lakota: Hunkpapa und Sihasapa (Blackfeet), leben heute meist im South Dakota-Teil des Reservats, 2005 lag die Arbeitslosenquote bei 86,00 %, Stammesmitglieder gesamt (Weiße und Indianer): 16.420 (davon 12.828 Sioux), hiervon leben 8.217, darunter 6.414 Sioux, im Reservat)[7]

Vereinigte Staaten – Montana
- Fort Peck Assiniboine & Sioux Tribes[8] (die Fort Peck Indian Reservation mit Verwaltungssitz in Poplar erstreckt sich im Nordosten Montanas nördlich des Missouri Rivers von West nach Ost ca. 180 km und von Süden nach Norden ca. 65 km und umfasst ca. 8.290 km², Stammesgruppen: Lakota, Dakota, Nakota, Stämme: Hunkpapa, Cutheads (Pabaksa, Paksa oder Natakaksa) der Upper Yanktonai (‘Ihanktonwana’), Sisseton, Wahpeton sowie folgende Gruppen der Assiniboine: Hudesabina (‘Red Bottom’), Wadopabina (‘Canoe Paddler’), Wadopahnatonwan (‘Canoe Paddlerrs Who Live on the Prairie’), Sahiyaiyeskabi (‘Plains Cree-Speakers’), Inyantonwanbina (‘Stone People’) und die Fat Horse Band[9], von den ca. 11.786 Stammesmitgliedern leben rund 6.000 auf der Reservation)

### First Nation in Kanada
Die einzige First Nation in Kanada der Lakota-Stammesgruppe befindet sich in der Prärieprovinz von Saskatchewan, die aus Nachkommen nordwärts flüchtender Hunkpapa unter der Führung von Sitting Bull nach der Schlacht am Little Bighorn bestehen.
Kanada – Saskatchewan
File Hills Qu'Appelle Tribal Council
- Wood Mountain Dakota First Nation (auch als Moose Jaw Sioux bekannt, ihr einziges Reservat liegt ca. 135 km südwestlich von Moose Jaw, Saskatchewan, der Verwaltungssitz ist Assiniboia 110 km südwestlich von Moose Jaw, Stammesgruppe: Lakota, Stamm: Hunkpapa, Reservat: Wood Mountain #160, ca. 23,76 km², von den 264 Stammesmitgliedern leben 8 auf der Reservation)